# Chenxiang (köpinghuvudort i Kina, Hubei Sheng, lat 31,48, long 113,77)
Chenxiang är en köpinghuvudort i Kina. Den ligger i provinsen Hubei, i den centrala delen av landet, omkring 110 kilometer nordväst om provinshuvudstaden Wuhan. Antalet invånare är 39 236. Befolkningen består av 19 557 kvinnor och 19 679 män. Barn under 15 år utgör 16,0 %, vuxna 15-64 år 72 %, och äldre över 65 år 10,0 %.
Runt Chenxiang är det tätbefolkat, med 476 invånare per kvadratkilometer. Närmaste större samhälle är Changling, 18,1 km väster om Chenxiang. Trakten runt Chenxiang består till största delen av jordbruksmark.
Genomsnittlig årsnederbörd är 1 301 millimeter. Den regnigaste månaden är juli, med i genomsnitt 192 mm nederbörd, och den torraste är december, med 15 mm nederbörd.